# فیصل عجب العازمی
فیصل عجب العازمی (عربی: فيصل سعد عجب العازمي؛ زادهٔ ۲۳ ژانویهٔ ۱۹۹۳) بازیکن فوتبال اهل کویت است.
از باشگاه‌هایی که در آن بازی کرده‌است می‌توان به باشگاه ورزشی القادسیه کویت اشاره کرد.
وی همچنین در تیم‌های ملی فوتبال زیر ۲۳ سال کویت و کویت بازی کرده‌است.